# Steirisches Kohlröschen
Das Steirische Kohlröschen (Nigritella stiriaca) ist eine Orchideenart, die im Salzkammergut und dem Grazer Bergland endemisch ist. Sie wird von manchen Autoren auch als eine Unterart des Roten Kohlröschens angesehen und heißt dann Nigritella rubra subsp. stiriaca (Rech.) H.Baumann & R.Lorenz.

## Beschreibung
Der Blütenstand ist zylindrisch und ein wenig bis deutlich länger als breit. Die Lippe wird 5,5 bis 6,5 Millimeter lang und 3,5 bis 4 Millimeter breit. 1,5 bis 3 Millimeter über dem Grund ist sie sattelförmig verengt. Die seitlichen Kelchblätter sind dreieckig-eiförmig und etwas breiter als das mittlere, aber deutlich breiter als die seitlichen Kronblätter. Der Sporn ist 1 bis 1,3 Millimeter lang. Die Fortpflanzung geschieht ungeschlechtlich.
Die Blütezeit reicht von Juni bis August.

## Verbreitung und Standort
Diese Art ist im Salzkammergut und dem Grazer Bergland endemisch. Man findet sie auf alpinen Kalkmagerrasen in Höhenlagen zwischen 1800 und 2000 Metern in den nordöstlichen Kalkalpen.

## Taxonomie
Das Steirische Kohlröschen wurde 1906 von Karl Rechinger in Mitteilungen des Naturwissenschaftlichen Vereines für Steiermark Band 42, Seute 148 als Varietät Gymnadenia rubra var. stiriaca erstbeschrieben. Diese Varietät wurde 1985 von Herwig Teppner und Erich Klein in Phyton (Horn) Band 25 Seite 159 als Art Nigritella stiriaca (K.Rechinger) Teppner & E.Klein eingestuft. Die Art wurde 1998 von Teppner und E.Klein in Phyton (Horn) Band 38 Seite 222 als Gymnadenia stiriaca (K.Rechinger) Teppner & E.Klein in die Gattung Gymnadenia gestellt.